# Дерек Бартон
Сер Дерек Харолд Ричард Бартон (8. септембар 1918 — 16. март 1998) је био енглески хемичар у области органске хемије и добитник Нобелове награде за 1969. годину.

## Образовање и младост
Бартон је рођен у Грејвсенду, у Кенту, као син Вилијама Томаса и Мод Хенријете Бартон (рођене Лукс).
Похађао је Грејвсенд гимназију (1926–1929), Краљеву школу у Рочестеру (1929–1932), школу Тонбриџ (1932–1935) и Технички колеџ Медвеј (1937–1939). Године 1938. уписао је Империјал колеџ у Лондону, где је дипломирао 1940, а докторирао органску хемију 1942.

## Каријера и истраживање
Од 1942. до 1944. Бартон је био државни истраживачки хемичар, а затим је од 1944. до 1945. радио за хемијску индустрију Олбрајт и Вилсон у Бирмингему. Потом је постао асистент на Катедри за хемију Империјал колеџа, а од 1946. до 1949. био је истраживач хемијске компаније Imperial Chemical Industries.
Током 1949. и 1950. био је гостујући предавач хемије природних производа на Универзитету Харвард, а 1953. професор на Биркбек колеџу. Године 1955. постао је професор хемије на Краљевском универзитету у Глазгову, 1957. године је именован за професора органске хемије на Универзитету у Оксфорду. Године 1950, Бартон је показао да се органским молекулима може одредити  пожељна конформација на основу резултата које су прикупили хемијски физичари, посебно Од Хасел. Користећи ову нову технику конформационе анализе, касније је одредио геометрију многих других молекула природних производа.
Године 1969, Бартон је поделио Нобелову награду за хемију са Одом Хаселом за „допринос развоју концепта конформације и његове примене у хемији."
Године 1958. Бартон је именован за гостујућег професора на Масачусетском институту технологије, а 1959. за гостујућег професора на универзитетима Илиноис и Висконсин. Исте године је изабран за страног почасног члана Америчке академије наука и уметности.
Године 1949. био је први добитник Кордеј-Морганове медаље и награде коју је додељивало Краљевско хемијско друштво. Године 1954. изабран је за члана Краљевског друштва и Међународне академије наука у Минхену, као и 1956. за члана Краљевског друштва у Единбургу; 1965. именован је за члана Савета за научну политику. Проглашен је витезом 1972. године, чиме је у Британији званично постао Сер Дерек. Године 1978. постао је директор Института хемије природних супстанци у Француској.
1977. године, поводом стогодишњице Краљевског института за хемију, Британска пошта је у његову част и за још 5 британских хемичара добитника Нобелове награде издала серију од четири поштанске марке са аспектима њихових открића.
Преселио се у Сједињене Државе 1986. године и постао угледни професор на Тексашком А&М универзитету и на тој функцији је био 12 година, до своје смрти.
Године 1996. Бартон је објавио свеобухватан том својих радова под насловом Разум и имагинација: Рефлексије о истраживању органске хемије.
Његово име се памти у бројним реакцијама у органској хемији као што су Бартонова реакција, Бартонова декарбоксилација и Бартон-Меккомбијева деоксигенација.
Новоизграђени научни центар Бартон у школи Тонбриџ у Кенту, где се школовао 4 године, завршен 2019. године, носи његово име.

## Почасти и награде
Бартон је изабран за члана Краљевског друштва 1954. године. Године 1966. изабран је за члана Немачке академије наука Леополдина. Изабран је у Националну академију наука Сједињених Држава 1970. године и у Америчко филозофско друштво 1978. године.
Сер Дерек се женио три пута, а из првог брака је добио сина.